# Хади Незир
Хади Незир (на турски: Hadi Nezir; на македонска литературна норма: Хади Незир) е политик от Северна Македония от турски произход.

## Биография
Роден е на 12 август 1952 година гостиварското село Здуне. Завършва средното си образование в Гостивар. През 1979 година завършва за електроинженер в Косовска Митровица. От 1982 година работи в Р.И.О.М. „Силика“ в Гостивар, от следващата година в ЕСМ – Хидроцентрали Маврово пак в Гостивар. В периода 1994-2006 година е директор на ВЕЦ Равен. От 2006 до 2008 е народен представител. Член е на централното събрание на Демократическата партия на турците в Македония. През 2008 година става министър без ресор и запазва своя пост и в правителството от 2011 година.